# Musica alle Tuileries
Musica alle Tuileries (La Musique aux Tuileries) è un dipinto a olio su tela (76,2×118,1 cm) del pittore francese Édouard Manet, realizzato nel 1862 e conservato alla National Gallery di Londra.

## Descrizione
Le Tuileries, parco che raccorda place de la Concorde con il museo del Louvre, era uno dei luoghi di ritrovo più mondani di Parigi, sede di concerti e di imprescindibili eventi sociali. Lo stesso Manet, che ricordiamo essere di origine altoborghese, vi si recava spesso dopo aver pranzato all'elegante caffè Tortoni, per appuntarvi qualche disegno in compagnia dell'amico Charles Baudelaire. Quest'ultimo aveva da poco scritto un saggio denominato Il pittore della vita moderna, dove affermò:
Musica alle Tuileries ha decise tangenze con il saggio di Baudelaire, del quale intende essere probabilmente la trasposizione pittorica. Con questo dipinto, infatti, Manet intende cogliere l'eroismo della società moderna, senza rifugiarsi in temi storici o mitologici, e per farlo decide di raffigurare la borghesia parigina assiepata tra gli alberi delle Tuileries, con i loro sguardi e le loro osservazioni. Tra le varie personalità che affollano il parco vi sono lo stesso Manet con un bastone da passeggio, tagliato dal margine sinistro della tela (in riferimento al fatto che quello che vediamo non è che una porzione della vita), e vari suoi amici, come il pittore Albert de Balleroy, il fratello Eugène, il pittore Fantin-Latour, la moglie del comandante Lejosne, il musicista Offenbach (in quegli anni alla ribalta della gloria con il suo pezzo Orphée aux enfers) e infine Baudelaire, Gautier e Zacharie Astruc. A completare la composizione vi sono varie sedie da giardino e un parasole in primo piano. Manet, in questo modo, delinea compiutamente la propria situazione all'interno della società culturale parigina, in modo analogo a quanto già Courbet aveva fatto con L'atelier del pittore nel 1855.
A dispetto del titolo non vi è traccia di concerti o strumenti musicali. Manet, in ogni caso, con Musica alle Tuileries si cimenta in un'audace raffigurazione della società parigina dell'Ottocento, dando vita a una composizione che seppur statica restituisce una sensazione di brulichio e di vita, la stessa «vita parigina» che verrà da lì a poco cantata da Offenbach in un'operetta: «Tutto gira, gira, gira ... Tutto danza, danza, danza ...». Quest'atmosfera chiassosa, che si armonizza perfettamente con l'impressione sonora della marea umana mentre conversa, deriva soprattutto dallo stile compendiario del dipinto, che presenta infatti una stesura pittorica poco definita, con i volumi che diventano sempre meno nitidi andando da sinistra a destra. Il fatto che le figure siano spesso poco più che abbozzate scandalizzò il pubblico: particolarmente acerba fu la condanna del critico Babou, scettico da tale «mania di vedere per macchie» che si estendeva persino ai ritratti, qualificati alla stregua di «la macchia-Baudelaire, la macchia-Manet» e via dicendo. Altrettanto criticata fu la scelta di Manet di raffigurare un tipo di scena sino ad allora privilegiato dalle riviste, dunque «basso», e quindi in completo disaccordo con i quadri accademici che andavano allora di moda, sempre affollati di personaggi storici o mitologici inseriti all'interno di ricche ambientazioni classicheggianti. Il quadro, in ogni caso, fu realizzato in studio dopo alcuni studi eseguiti sul posto, e fu esposto nel 1863 presso la galleria di Louis Martinet insieme ad altri dieci dipinti.